# Diocèse de Rutana
Le diocèse de Rutana est un diocèse de l'Église catholique au Burundi, ayant pour siège la ville de Rutana.

## Histoire
Le 17 janvier 2009, le diocèse de Rutana est érigé par détachement d'une partie du territoire des diocèses de Ruyigi et Bururi. Il est suffragant de l'archidiocèse de Gitega.

## Géographie
Le diocèse, d'une superficie de 2 180 km2 , a pour siège la cathédrale Saint-Joseph de Rutana, à Rutana. Il s'étend, au sud-est du pays, sur l'entièreté de la province de Rutana et sur une partie des communes de Rutovu (province de Bururi) et de Kayogoro (pl) (province de Makamba).

### Note
1. ↑  Chiffre fourni par le Bureau de presse du Saint-Siège[1] ; néanmoins le site de la conférence épiscopale du Burundi parle de « 2 253 km2 environ »[2]